# Цианобактерии
Цианобактериите (Cyanobacteria), известни още като синьо-зелени водорасли или Cyanophyta, са тип от прокариоти, състоящ се както от свободно живеещи фотосинтезиращи бактерии, така и от ендосимбионтни пластиди. Името „цианобактерии“ идва от цвета на бактериите (гръцки: κυανός (kyanós) = син).

## Местообитание
Цианобактериите обитават места, в които задължително прониква светлина: локви, водоеми, влажни места на сушата – кора на дървета, почва, застинала вулканична лава.

## Особености в устройството
Цианобактериите рядко се образуват в единични едноклетъчни организми. В повечето случаи те са колониални. Клетките в колониите запазват своята самостоятелност при извършване на жизнените процеси. В цитоплазмата си цианобактериите имат различни багрила – хлорофил, оранжеви и сини багрила, с които улавят светлината. Характерна тяхна особеност са множеството мембранни пластинки (тилакоиди, разположени в цитоплазмата). Те съдържат зеления пигмент хлорофил, с чиято помощ клетката фотосинтезира, като поглъща светлинна енергия и така си набавя органични вещества. Цианобактериите са автотрофи.

## Жизнени процеси
Храненето е самостойно, чрез фотосинтеза. Цианобактериите поемат с цялата повърхност на клетките си водата, минералните соли и въглеродния диоксид, които са необходими за процеса. В резултат на фотосинтезата те натрупват хранителни вещества и отделят кислород в околната среда.
Дишането на цианобактериите е кислородно.
Размножаването се извършва чрез разпадане на колонията или чрез накъсване на нишката на части. Това размножаване е безполово и се нарича вегетативно. При неблагоприятни условия цианобактериите също могат да образуват спори и да преживяват неопределено време до наличие на подходящи условия за живота им.

## Значение за живота на Земята
Цианобактериите са обитавали Земята още преди милиарди години. Те са първите създатели на кислородната атмосфера. Някои видове цианобактерии произвеждат хранителни и други вещества, които се използват от човека
Едва след като се е натрупал достатъчно кислород в атмосферата, става възможна появата на кислороддишащите организми.
Цианобактерията спирулина се продава изсушена във вид на прах или таблетки.
Други цианобактерии са отровни. При обилен растеж на цианобактерии малките водоеми стават опасни за животните и човека поради токсините, отделяни от тях.